# Joshiko Saibou
Joshiko Saibou (Colonia, 7 marzo 1990) è un cestista tedesco.

## Carriera
Con la Germania ha disputato i Giochi olimpici di Tokyo 2020.